# Jean Gruault
Jean Gruault (Fontenay-sous-Bois, 3 agosto 1924 – Parigi, 8 giugno 2015) è stato uno sceneggiatore e attore francese.

## Biografia
Jean Gruault si avvicinò al cinema come attore con Les surmenés (1958), cortometraggio di Jacques Doniol-Valcroze ma, grazie ai consigli di Roberto Rossellini presto si orientò, insieme al suo amico Jacques Rivette, sul lavoro di sceneggiatore. E fu proprio la collaborazione con Rivette che nel 1960 diede vita a una delle prime opere della Nouvelle Vague, Parigi ci appartiene. Con lo stesso Rivette realizzerà poi Suzanne Simonin la religiosa (1966).
Dopo aver collaborato con lo stesso Rossellini - regista con cui avrà occasione di lavorare anche in seguito - per la sceneggiatura di Vanina Vanini (1961), iniziò con Jules e Jim (1962) il lungo sodalizio artistico con François Truffaut che lo vedrà collaborare con il regista anche per la sceneggiatura di vari altri lungometraggi: Il ragazzo selvaggio (1970), Le due inglesi (1971), Adèle H., una storia d'amore (1975), La camera verde (1978). Nel frattempo lavorò anche con Jean-Luc Godard per il film Les Carabiniers (1963) e scrisse le sceneggiature di varie produzioni destinate alla TV.
A partire dal 1975, Gruault collaborò alla sceneggiatura di tre pellicole di Alain Resnais: Mon oncle d'Amérique (1980), La vita è un romanzo (1983) e L'amour à mort (1984). Fu proprio il primo di questi tre film a dargli il maggior riconoscimento internazionale: una candidatura all'Oscar alla migliore sceneggiatura originale e il David di Donatello per la migliore sceneggiatura straniera. Tra i suoi ultimi lavori, va segnalata la collaborazione con Jean-Pierre e Luc Dardenne per Je pense à vous (1992).

## Filmografia

### Sceneggiatore
- Parigi ci appartiene (Paris nous appartient), regia di Jacques Rivette (1960)
- Vanina Vanini, regia di Roberto Rossellini (1961)
- Jules e Jim (Jules et Jim), regia di François Truffaut (1962)
- Les carabiniers, regia di Jean-Luc Godard (1963)
- Le théâtre de la jeunesse: La redevance du fantôme, film TV, regia di Robert Enrico (1965)
- Le Mystère de la chambre jaune, film TV, regia di Jean Kerchbron (1965)
- La presa del potere da parte di Luigi XIV (La prise de pouvoir par Louis XIV), film TV, regia di Roberto Rossellini (1966)
- Suzanne Simonin la religiosa (La religieuse), regia di Jacques Rivette (1966)
- D'Artagnan, serie TV in 7 puntate da 52', regia di Claude Barma (1969)
- Il ragazzo selvaggio (L'enfant sauvage), regia di François Truffaut (1970)
- Le due inglesi (Les deux anglaises et le continent), regia di François Truffaut (1971)
- Les oiseaux de Meiji Jingu, serie TV di 28 episodi da 13', regia di André Michel (1974)
- Adèle H., una storia d'amore (L'histoire d'Adèle H.), regia di François Truffaut (1975)
- Il messia, adattamento francese, regia di Roberto Rossellini (1975)
- La camera verde (La chambre verte), regia di François Truffaut (1978)
- Mon oncle d'Amérique (Mon oncle d'Amérique), regia di Alain Resnais (1980)
- La Certosa di Parma, film TV in 6 puntate, regia di Mauro Bolognini (1981)
- Via degli specchi, film TV, regia di Giovanna Gagliardo (1982)
- Gli anni 80 (Les années 80), regia di Chantal Akerman (1983)
- La vita è un romanzo (La vie est un roman), regia di Alain Resnais (1983)
- L'amour à mort, regia di Alain Resnais (1984)
- Il segreto di Alexina (Mystère Alexina), regia di René Féret (1985)
- Golden Eighties, regia di Chantal Akerman (1986)
- Australia, regia di Jean-Jacques Andrien (1989)
- Napoléon et l'Europe, serie TV di 6 episodi di 52', regia di José Fonseca e Costa, Eberhard Itzenplitz, Pierre Lary, Janusz Majewski, Francis Megahy e Krzysztof Zanussi (1991)
- Je pense à vous, regia di Jean-Pierre e Luc Dardenne (1992)
- Le bateau de mariage, regia di Jean-Pierre Améris (1993)
- V'la l'cinéma ou le roman de Charles Pathé, film TV, regia di Jacques Rouffio (1995)
- Belle Époque, mini serie TV, regia di Gavin Millar (1995)

### Attore
- Les surmenés, cortometraggio, regia di Jacques Doniol-Valcroze (1958)
- Vanina Vanini, regia di Roberto Rossellini (1961)
- La demoiselle de coeur, cortometraggio, regia di Philippe Arthuys (1963)
- Les carabiniers, non accreditato, regia di Jean-Luc Godard (1963)
- Le cinéma de papa, regia di Claude Berri (1970)
- Il ragazzo selvaggio (L'enfant sauvage), regia di François Truffaut (1970)
- Quello che già conosci del sesso e non prendi più sul serio (Sex-shop), regia di Claude Berri (1972)